# Trịnh Hưng (nhạc sĩ)
Trịnh Hưng (1930 - 2008) là một nhạc sĩ Việt Nam. Ông được biết đến nhiều qua các ca khúc Tôi yêu, Lối về xóm nhỏ, Lúa mùa duyên thắm.

## Cuộc đời
Nhạc sĩ Trịnh Hưng tên thật là Trịnh Hưng (sau này đổi tên thành Nguyễn Văn Hưng) sinh năm 1930 tại Hà Nội. Cha ông là một quan huyện, còn mẹ là thứ thiếp. Ông mồ côi mẹ lúc mới ba tuổi nên sống với một người bà con ở Hà Nội.
Từ năm 1945 đến 1953, ông tham gia kháng chiến chống Pháp với chức vụ Đội phó văn công Trung đoàn Thăng Long.
Năm 1954, ông hồi thành rồi theo đoàn người di cư vào miền Nam. Tại đây, ông mở lớp nhạc dạy đàn, sáng tác và luyện giọng tại đường Cao Thắng - Sài Gòn. Học trò của ông có nhiều người thành danh như Ánh Tuyết, Bạch Yến, Thanh Thúy, Đỗ Lễ, Phạm Thế Mỹ và đặc biệt là nhạc sĩ Trúc Phương.
Ông bắt đầu sáng tác nhạc vào những năm 1950 nhưng khoảng sáu năm sau mới được chú ý. Nhạc của ông lời ca mộc mạc, trong sáng, vui tươi, chan chứa tin yêu, gợi cho người nghe một cảm giác thanh bình, an lành nơi thôn dã.
Sau sự kiện 30 tháng 4 năm 1975, ông ở lại Việt Nam.
Năm 1980, con trai cả của ông bị bắt đi lính sang Campuchia chống Khmer Đỏ, chịu không nổi nên đã bỏ trốn. Hai năm sau bị công an bắt được và hành hung đến chết. Trịnh Hưng phẫn uất nên đã viết bài "Ta quyết tâm giết lũ Hồ", cũng vì bài này nên Trịnh Hưng bị đi tù 8 năm ở Hàm Tân. Năm 1990, sau khi ra tù, ông được con gái bảo lãnh sang Pháp. Tại đây, ông theo đạo Tin Lành và cộng tác với các tạp chí văn học.
Ông mất ngày 10 tháng 5 năm 2008 tại Paris, Pháp.

## Sáng tác
- 26 tháng 10
- Bên kia Bến Hải
- Có bao giờ anh nhớ
- Chỉ yêu cuộc tình
- Có bao giờ anh nhớ
- Con có Chúa
- Dấu xưa
- Đất đẹp miền Nam
- Hoa đầu mùa (Trịnh Hưng & Hồ Đình Phương)
- Hẹn ngày Bắc tiến
- Lối về xóm nhỏ
- Lúa mùa duyên thắm
- Lúa về đêm trăng (viết chung với Phạm Thế Mỹ)
- Miền Nam mưa nắng hai mùa
- Mẹ là
- Mùa hoa sim nở (Tiên Yên & Trịnh Hưng)
- Ngày về Hà Nội
- Ngợi khen Cha
- Nhớ
- Nhớ quê
- Sài Gòn ơi em xa rồi
- Tạ ơn Chúa
- Tôi yêu quê hương
- Tôi yêu (thơ Hồ Đình Phương)
- Tiếng ca dân lành
- Tìm quên
- Trăng soi duyên lành
- Yêu Chúa
- Yêu tình người